# Bundestagswahlkreis Neustadt – Speyer
La circonscription électorale de Neustadt – Speyer (en allemand Bundestagswahlkreis Neustadt – Speyer) (circonscription électorale 208, circonscription électorale 209 lors des élections législatives de 2009 et 2013) est une circonscription électorale du Bundestag en Rhénanie-Palatinat depuis 1965. Elle comprend les villes de Neustadt an der Weinstraße et Speyer, le Landkreis Bad Dürkheim et, dans le Rhein-Pfalz-Kreis, la commune non associée de Schifferstadt, les communes d'Otterstadt et de Waldsee de la Verbandsgemeinde Rheinauen ainsi que la Verbandsgemeinde Römerberg-Dudenhofen.
Les députés de la vingtième législature du Bundestag sont Johannes Steiniger et Isabel Mackensen-Geis.

## Élections de 2021
Aux élections fédérales allemandes de 2021 le 26 septembre 2021, se sont présentés 10 candidats directs et 21 partis.
| Candidat                 | Parti        | Premier vote en % | Deuxième vote en % |
| ------------------------ | ------------ | ----------------- | ------------------ |
| Johannes Steiniger       | CDU          | 30,2              | 24,0               |
| Isabel Mackensen-Geis    | SPD          | 28,1              | 27,3               |
| Thomas Stephan           | AfD          | 10,0              | 10,2               |
| Bianca Hofmann           | FDP          | 8,5               | 12,7               |
| Hannah Heller            | GRÜNE        | 12,2              | 13,9               |
| Stefan Huber-Aydemir     | Die Linke    | 2,6               | 2,8                |
| Stefan Krumm-Dudenhausen | FREIE WÄHLER | 5,6               | 3,7                |

## Élections de 2017
Aux élections fédérales allemandes de 2017 le 24 septembre 2017, se sont présentés 9 candidats directs et 16 partis.
| Candidat              | Parti | Premier vote en % | Deuxième vote en % |
| --------------------- | ----- | ----------------- | ------------------ |
| Johannes Steiniger    | CDU   | 40,2              | 35,2               |
| Isabel Mackensen-Geis | SPD   | 25,3              | 21,7               |
| Misbah Khan           | GRÜNE | 7,6               | 8,8                |

## Vainqueur de la circonscription électorale depuis 2013
| Élection | Non                | Parti |
| -------- | ------------------ | ----- |
| 2013     | Norbert Schindler  | CDU   |
| 2017     | Johannes Steiniger | CDU   |
| 2021     | Johannes Steiniger | CDU   |